# Radar di sorveglianza

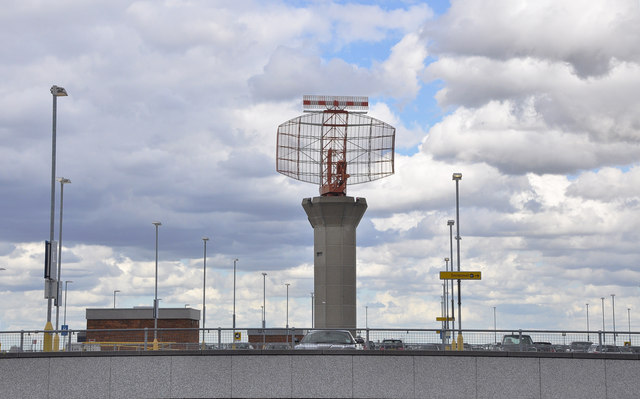
Un radar di sorveglianza presso l'aeroporto di Londra-Heathrow. Sono visibili l'antenna PSR e quella SSR.

Un radar di sorveglianza, in lingua inglese surveillance radar, è un apparato radar utilizzato nei servizi del traffico aereo in generale e nel controllo del traffico aereo in modo particolare, per determinare posizione e velocità di un aeromobile attraverso la lettura di informazioni di distanza e azimuth rispetto all'antenna radar ricetrasmittente.
Il radar di sorveglianza è lo strumento più diffuso e utile per incrementare sicurezza, rapidità e ordine dei flussi di traffico aereo.

## Tipologie di radar di sorveglianza
I sistemi radar di sorveglianza si dividono in due categorie:
- radar primario di sorveglianza, in inglese primary surveillance radar  abbreviato in PSR;
- radar secondario di sorveglianza, in inglese secondary surveillance radar abbreviato in SSR.

Il radar primario (PSR) e quello secondario (SSR) spesso cooperano all'interno dello stesso sistema (es. sistema di controllo del traffico aereo). In tale caso PSR e SSR di solito sono co-montati e condividono la base antenna ed il motore.
Quando un sistema radar di sorveglianza primario o secondario è utilizzato per condurre avvicinamenti GCA, esso prende il nome di surveillance radar element abbreviato in SRE

### Radar primario di sorveglianza

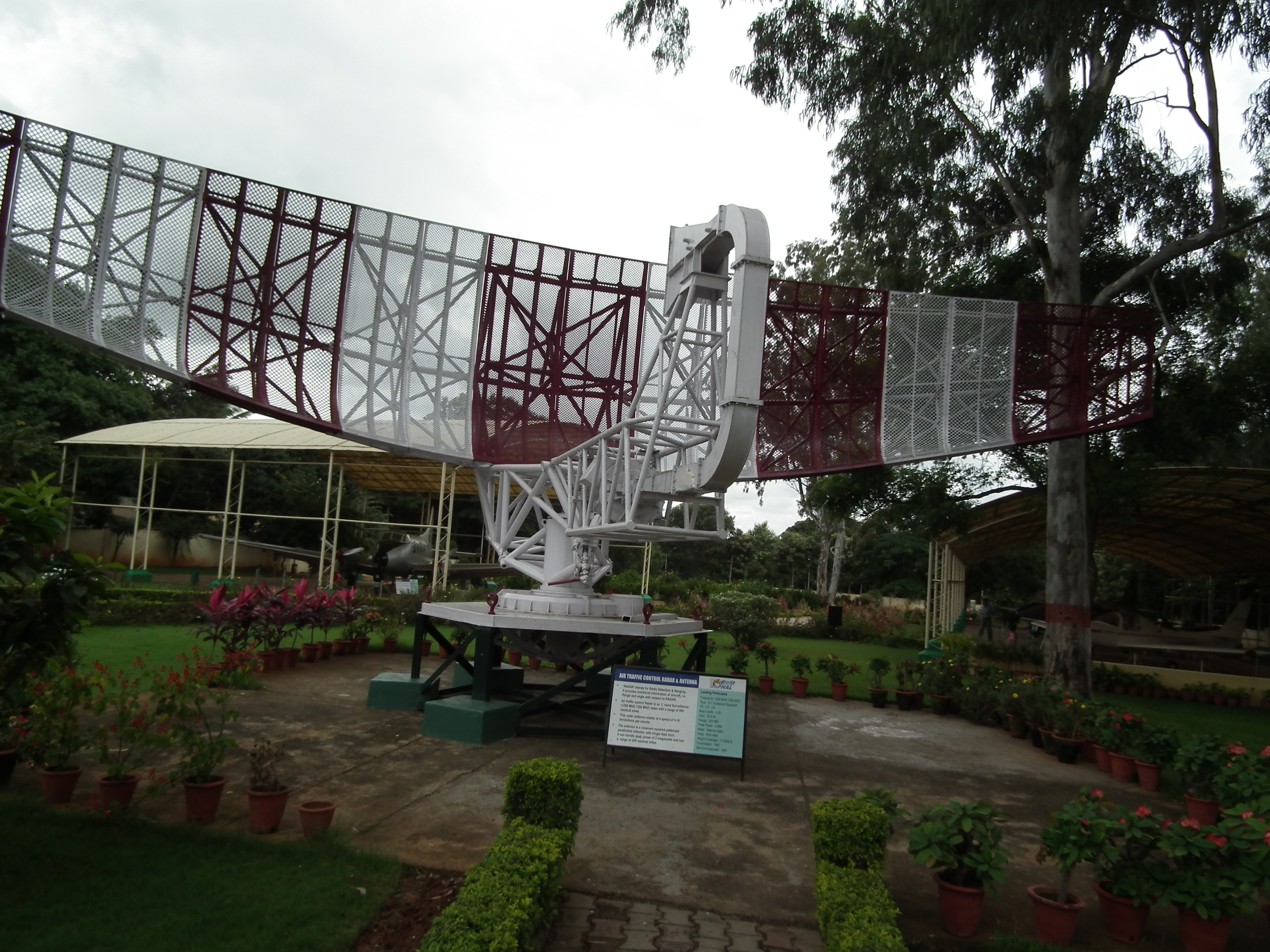
L'antenna di un radar primario di sorveglianza esposta presso il museo HAL a Bangalore

Il sistema radar rileva la posizione di un aeromobile analizzando i segnali che, precedentemente emessi dall'antenna, sono ritornati indietro riflessi dall'obiettivo. L'aeromobile viene rappresentato su uno schermo (in inglese plan position indicator, abbreviato in PPI) come una traccia luminosa, in movimento sul piano orizzontale a ogni scansione dell'antenna radar.
Si prevede che l'impiego dei sistemi PSR si riduca man mano nel futuro, lasciando il posto a sistemi di sorveglianza di nuova generazione di tipo cooperativo.
I sistemi radar primari di sorveglianza si dividono in due categorie fondamentali:
- radar terminali, con portata di circa 60 NM (116 km, impiegati nel controllo di spazi aerei di ridotta estensione quali zone di controllo di avvicinamento (CTR), zone di traffico aeroportuale (ATZ) o aree terminali di controllo (TMA);
- radar di rotta, con portata di circa 100 NM (185 km, utilizzati per la gestione del traffico in aree più vaste o lungo rotte ATS quali le aerovie.

Un unico sistema radar potrebbe essere utilizzato per entrambi gli scopi ma, di contro, risultare non perfettamente adeguato in un caso o nell'altro, essendo la risoluzione e la velocità di rotazione dell'antenna e quindi di scansione sui 360°, differente nei due apparati.

### Radar secondario di sorveglianza

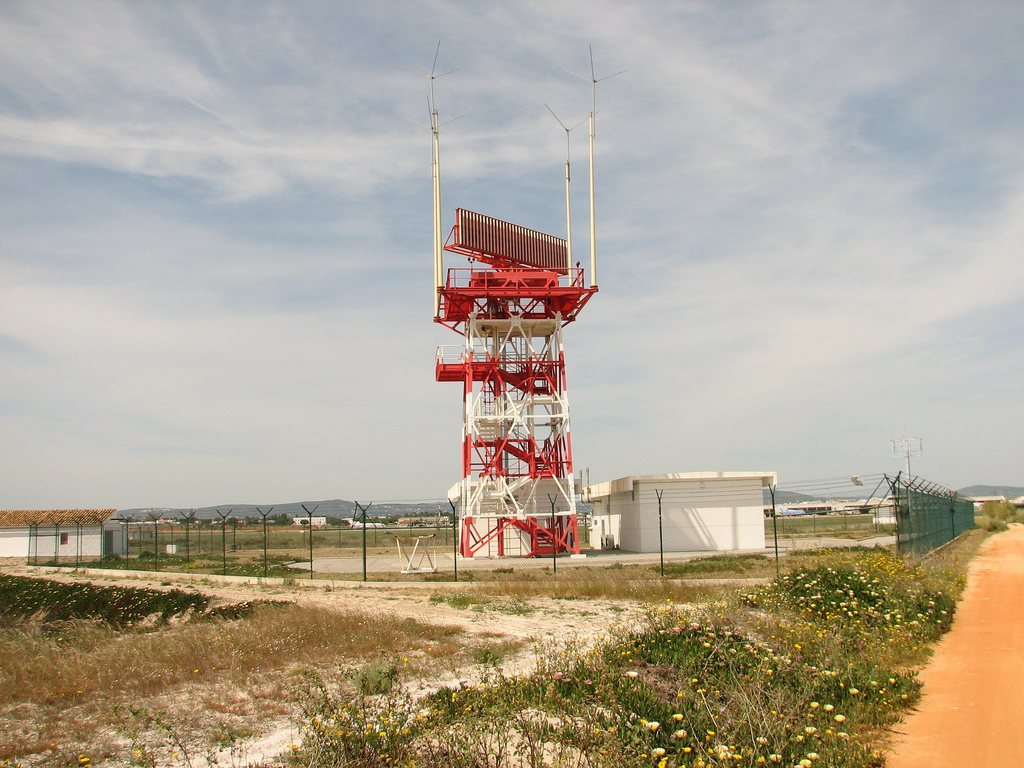
L'antenna di un radar secondario di sorveglianza presso l'aeroporto di Faro

Il sistema radar secondario rileva la posizione di un aeromobile analizzando il segnale trasmesso da un apparato a bordo dell'aeromobile (transponder), emesso come risposta all'interrogazione ricevuta dal radar a terra. L'aeromobile viene rappresentato sullo schermo come simbolo elettronico cui viene associata un'etichetta alfanumerica che contiene ulteriori informazioni ricevute dall'apparato di bordo come il codice transponder e l'altitudine.
Rispetto al radar primario, il secondario presenta i seguenti vantaggi:
- maggiore portata del sistema;
- la possibilità di rilevare un obiettivo non dipende dalla dimensione della sua superficie riflettente o dalla sua forma;
- la sorveglianza di un aeromobile è influenzata in maniera minore dai disturbi causati dal clutter;
- maggiore facilità nell'identificazione radar;
- possibilità per il pilota di segnalare situazioni anomale selezionando appositi codici SSR sul transponder a bordo.

D'altro canto, il radar primario ha il vantaggio di operare anche in assenza di cooperazione degli aeromobili.

## Utilizzo

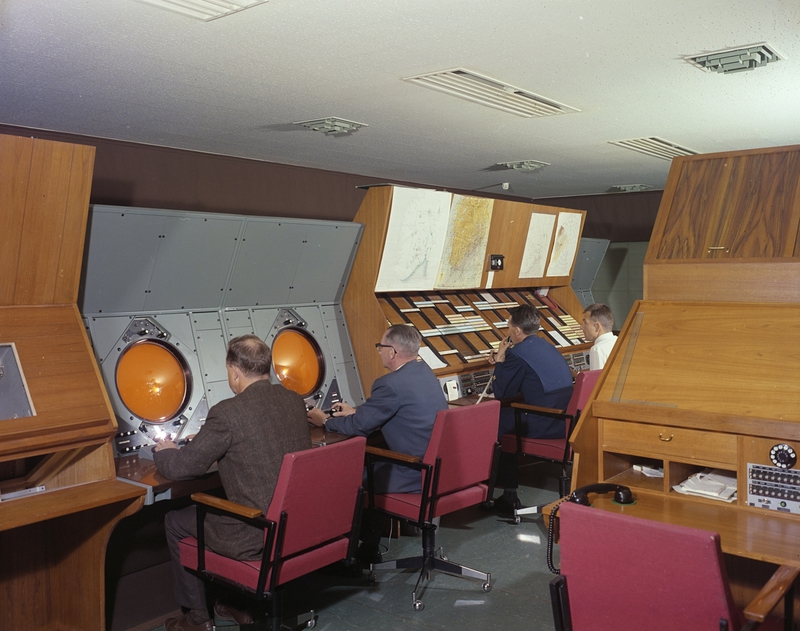
Controllori al lavoro su un radar primario di sorveglianza presso l'aeroporto di Oslo-Fornebu nel 1967

L'utilizzo di sistemi di sorveglianza radar nell'erogazione dei servizi del traffico aereo è auspicabile per ridurre i ritardi in zone congestionate anche se l'installazione di sistemi di sorveglianza, in considerazione dei costi, deve essere attentamente valutato in termini di costo/efficacia. Il radar è in ogni caso lo strumento più diffuso e utile per incrementare la sicurezza, la rapidità e l'ordine dei flussi di traffico aereo. Il loro uso deve essere ristretto all'interno di aree in cui è assicurata la copertura radar e deve essere soggetto a eventuali limitazioni tecniche descritte nelle pubblicazioni informazioni aeronautiche.
Il servizio di sorveglianza non può essere erogato da un ente dei servizi del traffico aereo a un numero eccessivo di aeromobili in considerazione che ciò potrebbe andare a discapito della sicurezza. Il numero massimo di aeromobili che possono essere gestiti contemporaneamente con i sistemi di sorveglianza è calcolato in funzione della complessità dello spazio aereo controllato e delle procedure in vigore, della tipologia di servizi erogati, del carico di lavoro del controllore del traffico aereo e dell'affidabilità dell'apparato di sorveglianza.

### Impiego del radar di sorveglianza nel servizio di controllo del traffico aereo
I sistemi di sorveglianza sono impiegati nei servizi del controllo del traffico aereo per fornire agli aeromobili identificati informazioni di posizione, vettoramento, assistenza alla navigazione in caso di scostamenti dalla rotta assegnata, informazioni su cellule temporalesche eventualmente osservate con il radar. In particolare per i seguenti scopi:
- ottimizzare l'utilizzo dello spazio aereo riducendo i ritardi, garantendo agli aeromobili i migliori profili di volo e consentendo di volare rotte dirette;
- vettorare gli aeromobili in partenza per garantire loro una rapida salita al livello di crociera;
- vettorare gli aeromobili per prevenire potenziali conflitti;
- vettorare gli aeromobili in arrivo per impostare una sequenza di avvicinamento fluida e ottimale;
- vettorare gli aeromobili per assistere i piloti nella navigazione o per evitare zone con condizioni meteorologiche avverse;
- garantire le separazioni tra un aeromobile in avaria radio e il restante traffico;
- sorvegliare il traffico affinché mantenga la rotta assegnata;
- fornire ai controllori non radar (procedurali), se possibile, informazioni sul traffico sotto la loro responsabilità;
- applicare separazioni radar;
- in accordo alle procedure in vigore, condurre avvicinamenti di sorveglianza;
- fornire assistenza alla navigazione agli aeromobili che operano secondo le regole del volo a vista.

### Impiego del radar di sorveglianza nel Servizio Informazioni Volo
I sistemi di sorveglianza radar sono impiegati nel Servizio Informazioni Volo per fornire agli aeromobili identificati:
- informazioni su altro traffico osservato in conflitto di rotta;
- informazioni su condizioni meteorologiche avverse eventualmente osservate e, se possibile, assistenza agli aeromobili per evitare zone meteorologicamente avverse;
- fornire assistenza alla navigazione.

L'uso di sistemi di sorveglianza da parte del Servizio Informazioni Volo non solleva i piloti dalle proprie responsabilità nel condurre il mezzo, compresa la scelta finale di accettare o meno i consigli su eventuali scostamenti dalla rotta pianificata.

## Altri sistemi di sorveglianza
Oltre ai tradizionali sistemi di sorveglianza radar SSR e PSR, esistono altri apparati utili per la sorveglianza del traffico aereo che utilizzano le seguenti tecnologie:
- l'ADS-B: l'"Automatic dependent surveillance - broadcast" si basa sulle informazioni di posizione, diffuse da un transponder di Modo S a bordo degli aeromobili, acquisite dall'apparato a bordo anche grazie a rilevazioni GPS;
- l'ADS-C: l'"Automatic dependent surveillance - contract" è simile all'ADS-B ma in questo caso lo scambio dei dati via data link tra l'aeromobile e l'ente che fornisce i servizi ATS si basa su uno specifico accordo tra i due sistemi;[6]
- l'MLAT: il "multilateration system" basato sul calcolo delle differenze di tempo in cui un segnale, emesso da un transponder a bordo dell'aeromobile, viene captato da stazioni di rilevamento a terra. Il risultato di tali elaborazioni rivela la posizione dell'aeromobile.